# Пузанов, Владимир Сергеевич
Владимир Сергеевич Пузанов (26 октября 1924 — 14 сентября 2008, Москва) — советский мультипликатор-кукольник.

## Биография
Во время Великой Отечественной войны работал на оборонном заводе, где потерял фалангу пальца. Награждён медалью «За оборону Москвы».
Имел пять образований, в том числе окончил Строгановское училище, Высшие режиссёрские курсы, отделение искусствоведения МГУ и Высшую Партийную Школу.
На студии «Союзмультфильм» учился на первом послевоенном наборе курсов художников-мультипликаторов (1945—1946) вместе с Вадимом Долгих, Тамарой Полетикой, Ренатой Миренковой, Татьяной Таранович, Борисом Мееровичем и другими. Именно Владимир Серегеевич выступил с инициативой снять руками выпускников курсов самостоятельный мультипликационный фильм в знак благодарности студии за проявленную заботу — мультфильм «Орлиное перо», где Пузанов сделал свою первую производственную сцену — проход Медведя по лесу.
После создания на студии объединения кукольных фильмов, Владимир Сергеевич стал одним из первых мультипликаторов-кукольников и работал с Анатолием Карановичем, Романом Качановым, Владимиром Дегтярёвым, Иваном Уфимцевым, Николаем Серебряковым и другими режиссёрами. Делал кукол для таких легендарных фильмов, как «Старик и журавль», «Влюблённое облако», «Баня», «Кто сказал «мяу»?», «Чьи в лесу шишки?», «Тимошкина ёлка», «Приключения барона Мюнхаузена», «Шесть Иванов — шесть капитанов», «Клубок», «Козлёнок, который считал до десяти» и многих других.

Был художником-постановщиком на картине Владимира Дегтярёва «Кто поедет на выставку?».

В 1976 году сделал на студии «Беларусьфильм» самостоятельную режиссёрскую постановку — «Бумажная сказка».
Владимир Пузанов проработал на «Союзмультфильме» до 1971 года, после чего стал режиссёром научно-популярных фильмов на студии «Центрнаучфильм», где трудился до выхода на пенсию.
Умер 14 сентября 2008 года в Москве. Похоронен на Новодевичьем кладбище.

## Фильмография

### Режиссёр
- 1976 «Бумажная сказка»

### Художник-постановщик
- 1964 «Кто поедет на выставку?»

### Кукловод-мультипликатор
| - 1958 «Старик и журавль» - 1959 «Али-Баба и сорок разбойников» - 1959 «Влюблённое облако» - 1959 «История Власа, лентяя и лоботряса» - 1960 «Петя-петушок» - 1960 «Три зятя» - 1962 «Баня» - 1962 «Кто сказал «мяу»?» - 1963 «Светлячок № 4. Наш карандаш» - 1963 «Сказка о старом кедре» - 1963 «Как котёнку построили дом» - 1965 «Вот какие чудеса» - 1965 «Добрыня Никитич» - 1965 «Чьи в лесу шишки?» | - 1966 «Автомобиль, любовь и горчица» - 1966 «Тимошкина ёлка» - 1967 «Как стать большим» - 1967 «Приключения барона Мюнхгаузена» - 1967 «Шесть Иванов — шесть капитанов» - 1967 «Легенда о злом великане» - 1968 «Клубок» - 1968 «Козлёнок, который считал до десяти» - 1968 «Соперники» - 1969 «Великие холода» - 1969 «Пластилиновый ёжик» - 1969 «Времена года» - 1970 «Мой друг Мартын» - 1970 «Отважный Робин Гуд» - 1971 «Генерал Топтыгин» |